# Alessandro Padoa
Alessandro Padoa (1868 - 1937) est un mathématicien et logicien italien, élève de Giuseppe Peano.

## Œuvres
- La logique déductive dans sa dernière phase de développement, 1912, Gauthier Villars éditeurs, identifiant : O000BVBL7X